# Evangelos Makrygiannis
Evangelos Makrygiannis, född 18 juni 2000, är en grekisk simmare.

## Karriär
Vid europamästerskapen i simsport 2024 tog Makrygiannis silver på 100 meter ryggsim och brons på 50 meter ryggsim. Han erhöll ytterligare ett brons på 4×100 meter frisim efter att simmat försöksheatet där Grekland sedermera tog medalj.